# مطار رازر
مطار رازر (بالإنجليزية: Razer Airport)(إياتا: KUR، إيكاو: OARZ) هو مطار للاستخدام العام يخدم كوران ومنجان، بدخشان في أفغانستان.

## روابط خارجية
- سجل المطار لمطار Razer نسخة محفوظة 27 يوليو 2013 at Archive.is في Landings.com.